# Liga de Naciones de Voleibol Masculino de 2019
La Liga de Naciones de Voleibol de 2019 fue la segunda edición del torneo anual más importante de selecciones nacionales de voleibol, el evento fue organizado por la Federación Internacional de Voleibol (FIVB) y contó con 16 equipos. La fase final se disputó en el Credit Union 1 Arena de Chicago, Estados Unidos.

## Equipos participantes
16 equipos calificaron para la competencia. 12 de ellos calificaron como equipos principales que no descienden y otros 4 equipos fueron seleccionados como equipos desafiantes que podrán ser relegados del torneo.
Portugal como ganador de la Challenger Cup 2018 reemplazó a Corea del Sur para esta edición.
|                     | AVC              | CEV                                          | NORCECA        | CSV              |
| ------------------- | ---------------- | -------------------------------------------- | -------------- | ---------------- |
| Equipos principales | China Japón Irán | Alemania Francia Italia Polonia Rusia Serbia | Estados Unidos | Argentina Brasil |
| Equipos desafiantes | Australia        | Bulgaria Portugal                            | Canadá         |                  |

### Participaciones
| País           | Confederación | Designación       | Apariciones previas | Apariciones previas | Apariciones previas | Mejor resultado   |
| País           | Confederación | Designación       | Total               | Primera             | Última              | Mejor resultado   |
| -------------- | ------------- | ----------------- | ------------------- | ------------------- | ------------------- | ----------------- |
| Argentina      | CSV           | Equipo Principal  | 1                   | 2018                | 2018                | 14.º lugar (2018) |
| Australia      | AVC           | Equipo Desafiante | 1                   | 2018                | 2018                | 13.º lugar (2018) |
| Brasil         | CSV           | Equipo Principal  | 1                   | 2018                | 2018                | 4.º lugar (2018)  |
| Bulgaria       | CEV           | Equipo Desafiante | 1                   | 2018                | 2018                | 11.º lugar (2018) |
| Canadá         | NORCECA       | Equipo Desafiante | 1                   | 2018                | 2018                | 7.º lugar (2018)  |
| China          | AVC           | Equipo Desafiante | 1                   | 2018                | 2018                | 15.º lugar (2018) |
| Francia        | CEV           | Equipo Principal  | 1                   | 2018                | 2018                | Finalistas (2018) |
| Alemania       | CEV           | Equipo Principal  | 1                   | 2018                | 2018                | 9.º lugar (2018)  |
| Irán           | AVC           | Equipo Principal  | 1                   | 2018                | 2018                | 10.º lugar (2018) |
| Italia         | CEV           | Equipo Principal  | 1                   | 2018                | 2018                | 8.º lugar (2018)  |
| Japón          | AVC           | Equipo Principal  | 1                   | 2018                | 2018                | 12.º lugar (2018) |
| Polonia        | CEV           | Equipo Principal  | 1                   | 2018                | 2018                | 5.º lugar (2018)  |
| Portugal       | CEV           | Equipo Desafiante | 0                   | —                   | —                   | Primera aparición |
| Rusia          | CEV           | Equipo Principal  | 1                   | 2018                | 2018                | Campeones (2018)  |
| Serbia         | CEV           | Equipo Principal  | 1                   | 2018                | 2018                | 5.º lugar (2018)  |
| Estados Unidos | NORCECA       | Equipo Principal  | 1                   | 2018                | 2018                | 3.º lugar (2018)  |

## Sistema de competición

### Ronda preliminar
- Los 16 equipos fueron distribuidos en 4 grupos de 4 equipos cada semana, compitiendo durante 5 semanas en formato de todos contra todos con un equipo principal siendo anfitrión de cada grupo. Todos los equipos compitieron a partido único. Los cinco mejores equipos clasificados jugaron la ronda final junto al equipo organizador de la misma. El último equipo invitado clasificado en la ronda preliminar perdió la condición de desafiante.[4]

### Ronda final
- Los 6 equipos en la ronda final se dividieron en 2 grupos determinados por el sistema serpentino. El equipo anfitrión estuvo en la primera posición y los otros equipos fueron asignados por su clasificación en la ronda preliminar. Los 2 mejores equipos de cada grupo jugaron las semifinales. Los equipos ganadores jugaron en el partido final por la medalla de oro.[4]

## Formato del torneo[5][6]
| Semana 1                        | Semana 1                           | Semana 1                                | Semana 1                                  | Semana 2                          | Semana 2                             | Semana 2                        | Semana 2                         |
| Grupo 1 Jiangmen                | Grupo 2 Mendoza                    | Grupo 3 Katowice                        | Grupo 4 Novi Sad                          | Grupo 5 Ningbo                    | Grupo 6 Ufá                          | Grupo 7 Tokio                   | Grupo 8 Ottawa                   |
| ------------------------------- | ---------------------------------- | --------------------------------------- | ----------------------------------------- | --------------------------------- | ------------------------------------ | ------------------------------- | -------------------------------- |
| China Alemania Irán Italia      | Argentina Portugal Canadá Bulgaria | Polonia Estados Unidos Brasil Australia | Serbia Francia Rusia Japón                | China Bulgaria Polonia Francia    | Rusia Italia Estados Unidos Portugal | Japón Argentina Irán Brasil     | Canadá Australia Alemania Serbia |
| Semana 3                        | Semana 3                           | Semana 3                                | Semana 3                                  | Semana 4                          | Semana 4                             | Semana 4                        | Semana 4                         |
| Grupo 9 Gondomar                | Grupo 10 Varna                     | Grupo 11 Urmía                          | Grupo 12 Cannes                           | Grupo 13 Chicago                  | Grupo 14 Milán                       | Grupo 15 Ardebil                | Grupo 16 Cuiabá                  |
| Portugal Brasil China Serbia    | Bulgaria Japón Italia Australia    | Irán Canadá Polonia Rusia               | Francia Argentina Estados Unidos Alemania | Estados Unidos Japón Canadá China | Italia Argentina Serbia Polonia      | Irán Francia Portugal Australia | Brasil Bulgaria Alemania Rusia   |
| Semana 5                        |                                    |                                         |                                           |                                   |                                      |                                 |                                  |
| Grupo 17 Brisbane               | Grupo 18 Brasilia                  | Grupo 19 Plovdiv                        | Grupo 20 Leipzig                          |                                   |                                      |                                 |                                  |
| Australia Argentina China Rusia | Brasil Italia Canadá Francia       | Bulgaria Irán Serbia Estados Unidos     | Alemania Japón Portugal Polonia           |                                   |                                      |                                 |                                  |

## Ronda preliminar

### Posiciones
| Posición | Equipo         | Partidos | Partidos | Partidos | Pts | Sets | Sets | Sets  | Puntos | Puntos | Puntos |
| Posición | Equipo         | PJ       | PG       | PP       | Pts | SG   | SP   | Ratio | PG     | PP     | Ratio  |
| -------- | -------------- | -------- | -------- | -------- | --- | ---- | ---- | ----- | ------ | ------ | ------ |
| 1.º      | Brasil         | 15       | 14       | 1        | 39  | 44   | 15   | 2.933 | 1408   | 1218   | 1.156  |
| 2.º      | Irán           | 15       | 12       | 3        | 36  | 38   | 15   | 2.533 | 1276   | 1173   | 1.088  |
| 3.º      | Rusia          | 15       | 12       | 3        | 34  | 37   | 17   | 2.176 | 1284   | 1164   | 1.103  |
| 4.º      | Francia        | 15       | 11       | 4        | 34  | 38   | 18   | 2.111 | 1341   | 1251   | 1.072  |
| 5.º      | Polonia        | 15       | 11       | 4        | 30  | 38   | 25   | 1.520 | 1465   | 1397   | 1.049  |
| 6.º      | Estados Unidos | 15       | 9        | 6        | 28  | 32   | 24   | 1.333 | 1317   | 1258   | 1.047  |
| 7.º      | Argentina      | 15       | 8        | 7        | 26  | 33   | 26   | 1.269 | 1363   | 1304   | 1.045  |
| 8.º      | Italia         | 15       | 8        | 7        | 25  | 31   | 25   | 1.240 | 1316   | 1263   | 1.042  |
| 9.º      | Canadá         | 15       | 8        | 7        | 23  | 29   | 29   | 1.000 | 1313   | 1321   | 0.994  |
| 10.º     | Japón          | 15       | 7        | 8        | 19  | 27   | 32   | 0.844 | 1318   | 1326   | 0.994  |
| 11.º     | Serbia         | 15       | 6        | 9        | 17  | 28   | 36   | 0.778 | 1393   | 1417   | 0.983  |
| 12.º     | Bulgaria       | 15       | 5        | 10       | 13  | 21   | 38   | 0.553 | 1268   | 1372   | 0.924  |
| 13.º     | Australia      | 15       | 3        | 12       | 13  | 20   | 37   | 0.541 | 1217   | 1334   | 0.912  |
| 14.º     | Alemania       | 15       | 3        | 12       | 12  | 23   | 41   | 0.561 | 1349   | 1470   | 0.918  |
| 15.º     | Portugal       | 15       | 2        | 13       | 7   | 12   | 40   | 0.300 | 1095   | 1268   | 0.864  |
| 16.º     | China          | 15       | 1        | 14       | 4   | 9    | 42   | 0.214 | 1047   | 1234   | 0.848  |

     - Clasificados a la ronda final.
     - Clasificado a la ronda final como organizador.
     - Excluido de la Liga de Naciones 2021.

Actualizado al 30-06-2019. Fuente: VNL

### Resultados

#### Semana 1
- Del 31 de mayo al 2 de junio

Grupo 1
- Sede:  Jiangmen Sports Center Gym
- Todos los horarios corresponden a la hora de Jiangmen, China ( UTC+08:00 )

| Fecha      | Hora  | Equipo 1 | Sets  | Equipo 2 | Set 1 | Set 2 | Set 3 | Set 4 | Set 5 | Total    |
| ---------- | ----- | -------- | ----- | -------- | ----- | ----- | ----- | ----- | ----- | -------- |
| 31 de mayo | 16:00 | Irán     | 3 : 1 | Italia   | 20-25 | 25-23 | 25-23 | 25-23 |       | 95-94    |
| 31 de mayo | 20:00 | China    | 2 : 3 | Alemania | 21-25 | 21-25 | 25-19 | 25-19 | 11-15 | 103- 103 |
| 1 de junio | 16:00 | Italia   | 3 : 0 | Alemania | 25-21 | 30-28 | 25-23 |       |       | 80-72    |
| 1 de junio | 20:00 | China    | 0 : 3 | Irán     | 22-25 | 18-25 | 21-25 |       |       | 61-75    |
| 2 de junio | 16:00 | Alemania | 0 : 3 | Irán     | 28-30 | 27-29 | 20-25 |       |       | 75-84    |
| 2 de junio | 20:00 | China    | 0 : 3 | Italia   | 21-25 | 13-25 | 24-26 |       |       | 58-76    |

Grupo 2
- Sede:  Aconcagua Arena
- Todos los horarios corresponden a la hora de Mendoza, Argentina ( UTC-03:00 )

| Fecha      | Hora  | Equipo 1  | Sets  | Equipo 2 | Set 1 | Set 2 | Set 3 | Set 4 | Set 5 | Total |
| ---------- | ----- | --------- | ----- | -------- | ----- | ----- | ----- | ----- | ----- | ----- |
| 31 de mayo | 18:10 | Canadá    | 1 : 3 | Bulgaria | 20-25 | 24-26 | 25-19 | 17-25 |       | 86-95 |
| 31 de mayo | 21:10 | Argentina | 3 : 0 | Portugal | 25-17 | 25-21 | 25-21 |       |       | 75-59 |
| 1 de junio | 18:10 | Canadá    | 3 : 0 | Portugal | 25-20 | 25-23 | 25-16 |       |       | 75-59 |
| 1 de junio | 21:10 | Argentina | 3 : 0 | Bulgaria | 25-16 | 25-21 | 25-23 |       |       | 75-60 |
| 2 de junio | 16:10 | Portugal  | 3 : 1 | Bulgaria | 25-21 | 19-25 | 28-26 | 25-23 |       | 97-95 |
| 2 de junio | 19:10 | Argentina | 1 : 3 | Canadá   | 21-25 | 27-29 | 25-16 | 24-26 |       | 97-96 |

Grupo 3
- Sede:  Spodek Hall
- Todos los horarios corresponden a la hora de Katowice, Polonia ( UTC+02:00 )

| Fecha      | Hora  | Equipo 1       | Sets  | Equipo 2       | Set 1 | Set 2 | Set 3 | Set 4 | Set 5 | Total   |
| ---------- | ----- | -------------- | ----- | -------------- | ----- | ----- | ----- | ----- | ----- | ------- |
| 31 de mayo | 17:30 | Estados Unidos | 0 : 3 | Brasil         | 22-25 | 22-25 | 23-25 |       |       | 67-75   |
| 31 de mayo | 20:30 | Polonia        | 3 : 1 | Australia      | 25-15 | 24-26 | 25-21 | 25-14 |       | 99-76   |
| 1 de junio | 14:00 | Brasil         | 3 : 2 | Australia      | 32-34 | 25-16 | 25-19 | 27-29 | 15-13 | 124-111 |
| 1 de junio | 17:00 | Estados Unidos | 2 : 3 | Polonia        | 25-17 | 32-34 | 28-26 | 23-25 | 9-15  | 117-117 |
| 2 de junio | 14:00 | Australia      | 1 : 3 | Estados Unidos | 25-19 | 25-27 | 16-25 | 16-25 |       | 82-96   |
| 2 de junio | 17:00 | Brasil         | 3– 1  | Polonia        | 22-25 | 25-15 | 25-21 | 25-17 |       | 97-78   |

Grupo 4
- Sede:  SPC Vojvodina
- Todos los horarios corresponden a la hora de Novi Sad, Serbia ( UTC+02:00 )

| Fecha      | Hora  | Equipo 1 | Sets  | Equipo 2 | Set 1 | Set 2 | Set 3 | Set 4 | Set 5 | Total   |
| ---------- | ----- | -------- | ----- | -------- | ----- | ----- | ----- | ----- | ----- | ------- |
| 31 de mayo | 17:00 | Serbia   | 1 : 3 | Japón    | 17-25 | 12-25 | 26-24 | 17-25 |       | 72-99   |
| 31 de mayo | 20:00 | Francia  | 3 : 1 | Rusia    | 25-19 | 25-22 | 20-25 | 25-23 |       | 95-89   |
| 1 de junio | 16:00 | Japón    | 1 : 3 | Rusia    | 22-25 | 25-23 | 19-25 | 23-25 |       | 89-98   |
| 1 de junio | 19:00 | Serbia   | 1 : 3 | Francia  | 12-25 | 22-25 | 25-20 | 20-25 |       | 79-95   |
| 2 de junio | 16:00 | Japón    | 1 : 3 | Francia  | 22-25 | 27-25 | 19-25 | 15-25 |       | 83-100  |
| 2 de junio | 19:00 | Rusia    | 3 : 2 | Serbia   | 20-25 | 26-24 | 25-23 | 22-25 | 15-10 | 108-107 |

#### Semana 2
- Del 7 al 9 de junio

Grupo 5
- Sede:  Beilun Gymnasium
- Todos los horarios corresponden a la hora de Ningbo, China ( UTC+08:00 )

| Fecha      | Hora  | Equipo 1 | Sets  | Equipo 2 | Set 1 | Set 2 | Set 3 | Set 4 | Set 5 | Total   |
| ---------- | ----- | -------- | ----- | -------- | ----- | ----- | ----- | ----- | ----- | ------- |
| 7 de junio | 16:00 | Francia  | 3 : 1 | Polonia  | 28-26 | 25-23 | 24-26 | 25-20 |       | 102-95  |
| 7 de junio | 19:30 | China    | 3 : 0 | Bulgaria | 26-24 | 25-20 | 25-17 |       |       | 76-61   |
| 8 de junio | 16:00 | Polonia  | 3 : 1 | Bulgaria | 22-25 | 25-19 | 27-25 | 25-20 |       | 99-89   |
| 8 de junio | 19:30 | China    | 0 : 3 | Francia  | 16-25 | 23-25 | 20-25 |       |       | 59-75   |
| 9 de junio | 16:00 | Bulgaria | 3 : 2 | Francia  | 18-25 | 23-25 | 25-21 | 25-23 | 15-11 | 106-105 |
| 9 de junio | 19:30 | China    | 0 : 3 | Polonia  | 22-25 | 13-25 | 15-25 |       |       | 50-75   |

Grupo 6
- Sede:  Ufa Arena
- Todos los horarios corresponden a la hora de Ufá, Rusia ( UTC+05:00 )

| Fecha      | Hora  | Equipo 1 | Sets  | Equipo 2       | Set 1 | Set 2 | Set 3 | Set 4 | Set 5 | Total |
| ---------- | ----- | -------- | ----- | -------------- | ----- | ----- | ----- | ----- | ----- | ----- |
| 7 de junio | 16:00 | Italia   | 3 : 1 | Estados Unidos | 25-23 | 13-25 | 25-20 | 25-23 |       | 88-91 |
| 7 de junio | 19:00 | Rusia    | 3 : 0 | Portugal       | 25-19 | 25-22 | 25-20 |       |       | 75-61 |
| 8 de junio | 16:00 | Italia   | 3 : 0 | Portugal       | 25-13 | 25-20 | 25-11 |       |       | 75-44 |
| 8 de junio | 19:00 | Rusia    | 3 : 0 | Estados Unidos | 25-22 | 25-19 | 25-15 |       |       | 75-56 |
| 9 de junio | 16:00 | Portugal | 1 : 3 | Estados Unidos | 20-25 | 25-22 | 22-25 | 17-25 |       | 84-97 |
| 9 de junio | 19:00 | Rusia    | 3 : 0 | Italia         | 29-27 | 25-16 | 25-18 |       |       | 79-61 |

Grupo 7
- Sede:  Musashino Forest Sports Plaza
- Todos los horarios corresponden a la hora de Tokio, Japón ( UTC+09:00 )

| Fecha      | Hora  | Equipo 1  | Sets  | Equipo 2  | Set 1 | Set 2 | Set 3 | Set 4 | Set 5 | Total   |
| ---------- | ----- | --------- | ----- | --------- | ----- | ----- | ----- | ----- | ----- | ------- |
| 7 de junio | 15:40 | Brasil    | 3 : 2 | Irán      | 23-25 | 25-16 | 21-25 | 33-31 | 15-10 | 117-107 |
| 7 de junio | 19:10 | Japón     | 3 : 0 | Argentina | 25-16 | 25-16 | 33-31 |       |       | 83-63   |
| 8 de junio | 15:10 | Argentina | 1 : 3 | Irán      | 19-25 | 25-20 | 22-25 | 32-34 |       | 98-104  |
| 8 de junio | 18:40 | Japón     | 0 : 3 | Brasil    | 22-25 | 19-25 | 21-25 |       |       | 62-75   |
| 9 de junio | 15:10 | Argentina | 2 : 3 | Brasil    | 20-25 | 25-21 | 28-26 | 23-25 | 12-15 | 108-112 |
| 9 de junio | 18:40 | Japón     | 0 : 3 | Irán      | 22-25 | 21-25 | 19-25 |       |       | 62-75   |

Grupo 8
- Sede:  TD Place Arena
- Todos los horarios corresponden a la hora de Ottawa, Canadá ( UTC-04:00 )

| Fecha      | Hora  | Equipo 1  | Sets  | Equipo 2  | Set 1 | Set 2 | Set 3 | Set 4 | Set 5 | Total   |
| ---------- | ----- | --------- | ----- | --------- | ----- | ----- | ----- | ----- | ----- | ------- |
| 7 de junio | 16:40 | Alemania  | 3 : 2 | Serbia    | 25-20 | 16-25 | 26-28 | 26-24 | 15-9  | 108-106 |
| 7 de junio | 19:40 | Canadá    | 3 : 0 | Australia | 25-23 | 25-17 | 25-18 |       |       | 75-58   |
| 8 de junio | 16:10 | Serbia    | 3 : 2 | Australia | 22-25 | 14-25 | 25-21 | 25-21 | 15-9  | 101-101 |
| 8 de junio | 19:10 | Canadá    | 3 : 2 | Alemania  | 23-25 | 29-27 | 25-18 | 23-25 | 15-12 | 115-107 |
| 9 de junio | 13:10 | Australia | 3 : 0 | Alemania  | 25-20 | 25-20 | 25-16 |       |       | 75-56   |
| 9 de junio | 16:10 | Canadá    | 2 : 3 | Serbia    | 17-25 | 26-24 | 21-25 | 28-26 | 12-15 | 104-115 |

#### Semana 3
- Del 14 al 16 de junio

Grupo 9
- Sede:  Multiusos de Gondomar
- Todos los horarios corresponden a la hora de Gondomar, Portugal ( UTC+01:00 )

| Fecha       | Hora  | Equipo 1 | Sets  | Equipo 2 | Set 1 | Set 2 | Set 3 | Set 4 | Set 5 | Total   |
| ----------- | ----- | -------- | ----- | -------- | ----- | ----- | ----- | ----- | ----- | ------- |
| 14 de junio | 18:00 | Brasil   | 2 : 3 | Serbia   | 25-17 | 22-25 | 25-17 | 20-25 | 12-15 | 104-99  |
| 14 de junio | 21:00 | Portugal | 3 : 0 | China    | 25-22 | 25-17 | 25-23 |       |       | 75-62   |
| 15 de junio | 16:00 | Brasil   | 3 : 0 | China    | 25-15 | 25-18 | 25-22 |       |       | 75-55   |
| 15 de junio | 19:00 | Portugal | 2 : 3 | Serbia   | 25-21 | 15-25 | 22-25 | 32-30 | 9-15  | 103-116 |
| 16 de junio | 15:00 | China    | 1 : 3 | Serbia   | 17-25 | 22-25 | 27-25 | 18-25 |       | 84-100  |
| 16 de junio | 18:00 | Portugal | 0 : 3 | Brasil   | 19-25 | 21-25 | 18-25 |       |       | 58-75   |

Grupo 10
- Sede:  Palace of Culture and Sports
- Todos los horarios corresponden a la hora de Varna, Bulgaria ( UTC+03:00 )

| Fecha       | Hora  | Equipo 1  | Sets  | Equipo 2  | Set 1 | Set 2 | Set 3 | Set 4 | Set 5 | Total   |
| ----------- | ----- | --------- | ----- | --------- | ----- | ----- | ----- | ----- | ----- | ------- |
| 14 de junio | 17:00 | Japón     | 1 : 3 | Italia    | 25-23 | 15-25 | 27-29 | 21-25 |       | 88-102  |
| 14 de junio | 20:40 | Bulgaria  | 3 : 2 | Australia | 20-25 | 29-27 | 22-25 | 25-21 | 15-13 | 111-111 |
| 15 de junio | 17:00 | Australia | 1 : 3 | Italia    | 18-25 | 32-30 | 18-25 | 15-25 |       | 83-105  |
| 15 de junio | 20:40 | Bulgaria  | 2 : 3 | Japón     | 25-22 | 19-25 | 25-16 | 19-25 | 21-25 | 107-109 |
| 16 de junio | 17:00 | Japón     | 3 : 2 | Australia | 25-18 | 25-27 | 23-25 | 25-22 | 17-15 | 115-107 |
| 16 de junio | 20:40 | Italia    | 3 : 1 | Bulgaria  | 25-14 | 25-20 | 23-25 | 25-21 |       | 98-80   |

Grupo 11
- Sede:  Al-Ghadir Sports Complex
- Todos los horarios corresponden a la hora de Urmía, Irán ( UTC+04:30 )

| Fecha       | Hora  | Equipo 1 | Sets  | Equipo 2 | Set 1 | Set 2 | Set 3 | Set 4 | Set 5 | Total  |
| ----------- | ----- | -------- | ----- | -------- | ----- | ----- | ----- | ----- | ----- | ------ |
| 14 de junio | 15:30 | Rusia    | 3 : 1 | Polonia  | 24-26 | 25-20 | 25-22 | 25-19 |       | 99-87  |
| 14 de junio | 18:30 | Irán     | 3 : 0 | Canadá   | 25-15 | 26-24 | 25-16 |       |       | 76-55  |
| 15 de junio | 15:30 | Rusia    | 3 : 1 | Canadá   | 25-23 | 22-25 | 25-20 | 25-23 |       | 97-91  |
| 15 de junio | 18:30 | Irán     | 3 : 2 | Polonia  | 25-20 | 21-25 | 18-25 | 25-17 | 15-8  | 104-95 |
| 16 de junio | 15:30 | Polonia  | 3 : 1 | Canadá   | 25-20 | 25-27 | 25-20 | 28-26 |       | 103-93 |
| 16 de junio | 18:30 | Irán     | 3 : 0 | Rusia    | 25-20 | 26-24 | 25-23 |       |       | 76-67  |

Grupo 12
- Sede:  Palais des Victoires
- Todos los horarios corresponden a la hora de Cannes, Francia ( UTC+02:00 )

| Fecha       | Hora  | Equipo 1       | Sets  | Equipo 2       | Set 1 | Set 2 | Set 3 | Set 4 | Set 5 | Total   |
| ----------- | ----- | -------------- | ----- | -------------- | ----- | ----- | ----- | ----- | ----- | ------- |
| 14 de junio | 17:00 | Estados Unidos | 3 : 1 | Argentina      | 25-22 | 25-19 | 21-25 | 25-21 |       | 96-87   |
| 14 de junio | 20:00 | Francia        | 3 : 1 | Alemania       | 24-26 | 25-20 | 25-19 | 25-20 |       | 99-85   |
| 15 de junio | 17:00 | Estados Unidos | 3 : 1 | Alemania       | 25-22 | 21-25 | 25-19 | 25-20 |       | 96-86   |
| 15 de junio | 20:00 | Francia        | 1 : 3 | Argentina      | 18-25 | 17-25 | 25-19 | 20-25 |       | 80-94   |
| 16 de junio | 14:00 | Argentina      | 3 : 2 | Alemania       | 25-19 | 23-25 | 23-25 | 25-23 | 15-10 | 111-102 |
| 16 de junio | 17:00 | Francia        | 1 : 3 | Estados Unidos | 25-23 | 22-25 | 26-28 | 25-27 |       | 98-103  |

#### Semana 4
- Del 21 al 23 de junio

Grupo 13
- Sede:  Sears Centre Arena
- Todos los horarios corresponden a la hora de Chicago, Estados Unidos ( UTC-05:00 )

| Fecha       | Hora  | Equipo 1       | Sets  | Equipo 2 | Set 1 | Set 2 | Set 3 | Set 4 | Set 5 | Total   |
| ----------- | ----- | -------------- | ----- | -------- | ----- | ----- | ----- | ----- | ----- | ------- |
| 21 de junio | 17:00 | Canadá         | 3 : 1 | China    | 25-19 | 25-23 | 22-25 | 25-17 |       | 97-84   |
| 21 de junio | 20:00 | Estados Unidos | 3 : 0 | Japón    | 25-15 | 25-19 | 25-19 |       |       | 75-53   |
| 22 de junio | 14:00 | China          | 0 : 3 | Japón    | 19-25 | 20-25 | 23-25 |       |       | 62-75   |
| 22 de junio | 19:30 | Estados Unidos | 1 : 3 | Canadá   | 22-25 | 25-22 | 23-25 | 17-25 |       | 87-97   |
| 23 de junio | 12:00 | Canadá         | 3 : 2 | Japón    | 25-18 | 26-24 | 23-25 | 21-25 | 15-13 | 110-105 |
| 23 de junio | 16:30 | Estados Unidos | 3 : 0 | China    | 25-20 | 25-19 | 25-19 |       |       | 75-58   |

Grupo 14
- Sede:  Pala Lido
- Todos los horarios corresponden a la hora de Milán, Italia ( UTC+02:00 )

| Fecha       | Hora  | Equipo 1  | Sets  | Equipo 2  | Set 1 | Set 2 | Set 3 | Set 4 | Set 5 | Total   |
| ----------- | ----- | --------- | ----- | --------- | ----- | ----- | ----- | ----- | ----- | ------- |
| 21 de junio | 17:00 | Polonia   | 3 : 2 | Argentina | 25-21 | 25-23 | 25-27 | 20-25 | 19-17 | 114-113 |
| 21 de junio | 20:00 | Italia    | 3 : 0 | Serbia    | 26-24 | 25-19 | 25-22 |       |       | 76-65   |
| 22 de junio | 17:00 | Polonia   | 3 : 2 | Serbia    | 32-30 | 21-25 | 25-21 | 19-25 | 15-11 | 112-112 |
| 22 de junio | 20:00 | Italia    | 1 : 3 | Argentina | 22-25 | 25-23 | 19-25 | 19-25 |       | 85-98   |
| 23 de junio | 17:00 | Argentina | 3 : 0 | Serbia    | 25-17 | 25-23 | 25-18 |       |       | 75-58   |
| 23 de junio | 20:00 | Italia    | 2 : 3 | Polonia   | 25-23 | 22-25 | 25-23 | 21-25 | 23-25 | 116-121 |

Grupo 15
- Sede:  Rezazadeh Stadium
- Todos los horarios corresponden a la hora de Ardebil, Irán ( UTC+04:30 )

| Fecha       | Hora  | Equipo 1 | Sets  | Equipo 2  | Set 1 | Set 2 | Set 3 | Set 4 | Set 5 | Total  |
| ----------- | ----- | -------- | ----- | --------- | ----- | ----- | ----- | ----- | ----- | ------ |
| 21 de junio | 15:30 | Francia  | 3 : 0 | Australia | 25-23 | 25-23 | 25-22 |       |       | 75-68  |
| 21 de junio | 18:30 | Irán     | 3 : 1 | Portugal  | 23-25 | 27-25 | 25-17 | 25-18 |       | 100-85 |
| 22 de junio | 15:30 | Francia  | 3 : 0 | Portugal  | 25-23 | 26-24 | 25-23 |       |       | 76-70  |
| 22 de junio | 18:30 | Irán     | 3 : 0 | Australia | 25-19 | 25-19 | 25-14 |       |       | 75-52  |
| 23 de junio | 15:30 | Portugal | 0 : 3 | Australia | 23-25 | 22-25 | 25-27 |       |       | 70-77  |
| 23 de junio | 18:30 | Irán     | 0 : 3 | Francia   | 18-25 | 24-26 | 21-25 |       |       | 63-76  |

Grupo 16
- Sede:  Aecim Tocantins
- Todos los horarios corresponden a la hora de Cuiabá, Brasil ( UTC-03:00 )

| Fecha       | Hora  | Equipo 1 | Sets  | Equipo 2 | Set 1 | Set 2 | Set 3 | Set 4 | Set 5 | Total   |
| ----------- | ----- | -------- | ----- | -------- | ----- | ----- | ----- | ----- | ----- | ------- |
| 21 de junio | 17:00 | Alemania | 1 : 3 | Rusia    | 25-22 | 21-25 | 19-25 | 14-25 |       | 79-97   |
| 21 de junio | 20:00 | Brasil   | 3 : 1 | Bulgaria | 25-20 | 21-25 | 25-19 | 25-14 |       | 96-78   |
| 22 de junio | 17:00 | Bulgaria | 0 : 3 | Rusia    | 20-25 | 20-25 | 21-25 |       |       | 61-75   |
| 22 de junio | 20:00 | Brasil   | 3 : 2 | Alemania | 20-25 | 25-18 | 21-25 | 25-17 | 15-13 | 106-98  |
| 23 de junio | 17:00 | Alemania | 2 : 3 | Bulgaria | 28-26 | 25-18 | 23-25 | 19-25 | 10-15 | 105-109 |
| 23 de junio | 20:00 | Brasil   | 3 : 0 | Rusia    | 25-17 | 25-21 | 28-26 |       |       | 78-64   |

#### Semana 5
- Del 28 al 30 de junio

Grupo 17
- Sede:  Queensland State Netball Centre
- Todos los horarios corresponden a la hora de Brisbane, Australia ( UTC+10:00 )

| Fecha       | Hora  | Equipo 1  | Sets  | Equipo 2  | Set 1 | Set 2 | Set 3 | Set 4 | Set 5 | Total  |
| ----------- | ----- | --------- | ----- | --------- | ----- | ----- | ----- | ----- | ----- | ------ |
| 28 de junio | 17:00 | China     | 1 : 3 | Argentina | 17-25 | 25-20 | 21-25 | 19-25 |       | 82-95  |
| 28 de junio | 20:00 | Australia | 0 : 3 | Rusia     | 20-25 | 15-25 | 18-25 |       |       | 53-75  |
| 29 de junio | 16:00 | Argentina | 2 : 3 | Rusia     | 19-25 | 25-22 | 18-25 | 25-21 | 11-15 | 98-108 |
| 29 de junio | 19:00 | Australia | 3 : 1 | China     | 24-26 | 25-15 | 25-22 | 25-18 |       | 99-81  |
| 30 de junio | 13:00 | China     | 0 : 3 | Rusia     | 23-25 | 23-25 | 26-28 |       |       | 72-78  |
| 30 de junio | 16:00 | Australia | 0 : 3 | Argentina | 23-25 | 18-25 | 24-26 |       |       | 65-76  |

Grupo 18
- Sede:  Nilson Nelson Gymnasium
- Todos los horarios corresponden a la hora de Brasilia, Brasil ( UTC-02:00 )

| Fecha       | Hora  | Equipo 1 | Sets  | Equipo 2 | Set 1 | Set 2 | Set 3 | Set 4 | Set 5 | Total  |
| ----------- | ----- | -------- | ----- | -------- | ----- | ----- | ----- | ----- | ----- | ------ |
| 28 de junio | 17:00 | Italia   | 1 : 3 | Canadá   | 25-15 | 20-25 | 22-25 | 18-25 |       | 85-90  |
| 28 de junio | 20:00 | Brasil   | 3 : 1 | Francia  | 23-25 | 25-18 | 25-23 | 25-23 |       | 98-89  |
| 29 de junio | 17:00 | Francia  | 3 : 1 | Italia   | 27-25 | 25-19 | 21-25 | 25-20 |       | 98-89  |
| 29 de junio | 20:00 | Brasil   | 3 : 0 | Canadá   | 25-20 | 25-19 | 25-19 |       |       | 75-58  |
| 30 de junio | 16:00 | Canadá   | 0 : 3 | Francia  | 22-25 | 26-28 | 23-25 |       |       | 71-78  |
| 30 de junio | 19:00 | Brasil   | 3 : 1 | Italia   | 26-28 | 25-22 | 25-18 | 25-18 |       | 101-86 |

Grupo 19
- Sede:  Kolodruma
- Todos los horarios corresponden a la hora de Plovdiv, Bulgaria ( UTC+03:00 )

| Fecha       | Hora  | Equipo 1       | Sets  | Equipo 2       | Set 1 | Set 2 | Set 3 | Set 4 | Set 5 | Total  |
| ----------- | ----- | -------------- | ----- | -------------- | ----- | ----- | ----- | ----- | ----- | ------ |
| 28 de junio | 17:00 | Irán           | 3 : 1 | Serbia         | 25-23 | 26-28 | 25-22 | 25-19 |       | 101-92 |
| 28 de junio | 20:40 | Bulgaria       | 3 : 1 | Estados Unidos | 21-25 | 25-19 | 25-23 | 25-23 |       | 96-90  |
| 29 de junio | 17:00 | Estados Unidos | 3 : 1 | Serbia         | 14-25 | 25-20 | 29-27 | 26-24 |       | 94-96  |
| 29 de junio | 20:40 | Bulgaria       | 0 : 3 | Irán           | 23-25 | 23-25 | 21-25 |       |       | 67-75  |
| 30 de junio | 17:00 | Irán           | 0 : 3 | Estados Unidos | 25-27 | 21-25 | 20-25 |       |       | 66-77  |
| 30 de junio | 20:40 | Serbia         | 3 : 0 | Bulgaria       | 25-23 | 25-12 | 25-18 |       |       | 75-53  |

Grupo 20
- Sede:  Arena Leipzig
- Todos los horarios corresponden a la hora de Leipzig, Alemania ( UTC+02:00 )

| Fecha       | Hora  | Equipo 1 | Sets  | Equipo 2 | Set 1 | Set 2 | Set 3 | Set 4 | Set 5 | Total  |
| ----------- | ----- | -------- | ----- | -------- | ----- | ----- | ----- | ----- | ----- | ------ |
| 28 de junio | 17:30 | Polonia  | 3 : 1 | Japón    | 22-25 | 25-19 | 27-25 | 25-20 |       | 99-89  |
| 28 de junio | 20:30 | Alemania | 3 : 1 | Portugal | 28-26 | 20-25 | 25-10 | 25-23 |       | 98-84  |
| 29 de junio | 17:30 | Alemania | 1 : 3 | Polonia  | 19-25 | 25-21 | 14-25 | 23-25 |       | 81-96  |
| 29 de junio | 20:30 | Portugal | 1 : 3 | Japón    | 20-25 | 22-25 | 25-22 | 20-25 |       | 87-97  |
| 30 de junio | 14:00 | Alemania | 2 : 3 | Japón    | 17-25 | 25-23 | 25-21 | 18-25 | 9-15  | 94-109 |
| 30 de junio | 17:00 | Polonia  | 3 : 0 | Portugal | 25-18 | 25-21 | 25-20 |       |       | 75-59  |

## Ronda final

### Fase de grupos
- Del 10 al 12 de julio
- Sede:  Credit Union 1 Arena
- Todos los horarios corresponden a la hora de Chicago, Estados Unidos ( UTC-05:00 )

#### Grupo A
| Posición | Equipo         | Partidos | Partidos | Partidos | Pts | Sets | Sets | Sets  | Puntos | Puntos | Puntos |
| Posición | Equipo         | PJ       | PG       | PP       | Pts | SG   | SP   | Ratio | PG     | PP     | Ratio  |
| -------- | -------------- | -------- | -------- | -------- | --- | ---- | ---- | ----- | ------ | ------ | ------ |
| 1.º      | Estados Unidos | 2        | 2        | 0        | 6   | 6    | 1    | 6.000 | 173    | 142    | 1.218  |
| 2.º      | Rusia          | 2        | 1        | 1        | 3   | 3    | 3    | 1.000 | 133    | 131    | 1.015  |
| 3.º      | Francia        | 2        | 0        | 2        | 0   | 1    | 6    | 0.166 | 140    | 173    | 0.809  |

     – Clasificadas a Semifinales.
Resultados
| Fecha       | Hora  | Equipo 1       | Sets  | Equipo 2 | Set 1 | Set 2 | Set 3 | Set 4 | Set 5 | Total |
| ----------- | ----- | -------------- | ----- | -------- | ----- | ----- | ----- | ----- | ----- | ----- |
| 10 de julio | 16:30 | Estados Unidos | 3 : 1 | Francia  | 25-16 | 25-22 | 23-25 | 25-21 |       | 98-84 |
| 11 de julio | 17:00 | Rusia          | 3 : 0 | Francia  | 25-16 | 25-23 | 25-17 |       |       | 75-56 |
| 12 de julio | 17:00 | Estados Unidos | 3 : 0 | Rusia    | 25-21 | 25-17 | 25-20 |       |       | 75-58 |

#### Grupo B
| Posición | Equipo  | Partidos | Partidos | Partidos | Pts | Sets | Sets | Sets  | Puntos | Puntos | Puntos |
| Posición | Equipo  | PJ       | PG       | PP       | Pts | SG   | SP   | Ratio | PG     | PP     | Ratio  |
| -------- | ------- | -------- | -------- | -------- | --- | ---- | ---- | ----- | ------ | ------ | ------ |
| 1.º      | Polonia | 2        | 2        | 0        | 5   | 6    | 3    | 2.000 | 205    | 188    | 1.090  |
| 2.º      | Brasil  | 2        | 1        | 1        | 3   | 5    | 5    | 1.000 | 212    | 213    | 0.995  |
| 3.º      | Irán    | 2        | 0        | 2        | 1   | 3    | 6    | 0.500 | 189    | 205    | 0.922  |

     – Clasificadas a Semifinales.
Resultados
| Fecha       | Hora  | Equipo 1 | Sets  | Equipo 2 | Set 1 | Set 2 | Set 3 | Set 4 | Set 5 | Total   |
| ----------- | ----- | -------- | ----- | -------- | ----- | ----- | ----- | ----- | ----- | ------- |
| 10 de julio | 19:30 | Brasil   | 2 : 3 | Polonia  | 23-25 | 25-23 | 21-25 | 25-21 | 9-15  | 103-109 |
| 11 de julio | 20:00 | Irán     | 1 : 3 | Polonia  | 25-21 | 18-25 | 20-25 | 22-25 |       | 85-96   |
| 12 de julio | 20:00 | Brasil   | 3 : 2 | Irán     | 25-20 | 25-23 | 24-26 | 20-25 | 15-10 | 109-104 |

### Fase final
- Del 13 al 14 de julio
- Sede:  Credit Union 1 Arena
- Todos los horarios corresponden a la hora de Chicago, Estados Unidos ( UTC-05:00 )

|  | Semifinales | Semifinales    | Semifinales    |                |       | Final         | Final         | Final         |  |
|  | 13 de julio | 13 de julio    | 13 de julio    |                |       | 14 de julio   | 14 de julio   | 14 de julio   |  |
|  |             |                |                |                |       |               |               |               |  |
|  |             |                |                |                |       |               |               |               |  |
|  | 1B          | Polonia        | 1              |                |       |               |               |               |  |
|  | 1B          | Polonia        | 1              |                |       |               |               |               |  |
|  | 2A          | Rusia          | 3              |                |       |               |               |               |  |
|  | 2A          | Rusia          | 3              |                | Rusia | Rusia         | 3             |               |  |
|  |             |                |                |                | Rusia | Rusia         | 3             |               |  |
|  |             |                | Estados Unidos | Estados Unidos | 1     |               |               |               |  |
|  | 1A          | Estados Unidos | Estados Unidos | Estados Unidos | 1     | 3             |               |               |  |
|  | 1A          | Estados Unidos |                |                |       | 3             |               |               |  |
|  | 2B          | Brasil         | 2              |                |       | Tercer puesto | Tercer puesto | Tercer puesto |  |
|  | 2B          | Brasil         | 2              |                |       | Tercer puesto | Tercer puesto | Tercer puesto |  |
|  |             |                |                |                |       |               |               |               |  |
|  |             |                |                |                |       | Polonia       | Polonia       | 3             |  |
|  |             |                |                |                |       | Polonia       | Polonia       | 3             |  |
|  |             |                |                |                |       | Brasil        | Brasil        | 0             |  |
|  |             |                |                |                |       | Brasil        | Brasil        | 0             |  |
|  |             |                |                |                |       |               |               |               |  |

#### Semifinales
| Fecha       | Hora  | Equipo 1       | Sets  | Equipo 2 | Set 1 | Set 2 | Set 3 | Set 4 | Set 5 | Total   |
| ----------- | ----- | -------------- | ----- | -------- | ----- | ----- | ----- | ----- | ----- | ------- |
| 13 de julio | 17:00 | Polonia        | 1 : 3 | Rusia    | 19-25 | 26-24 | 22-25 | 21-25 |       | 88-99   |
| 13 de julio | 20:00 | Estados Unidos | 3 : 2 | Brasil   | 25-21 | 17-25 | 21-25 | 25-20 | 15-9  | 103-100 |

#### Tercer lugar
| Fecha       | Hora  | Equipo 1 | Sets  | Equipo 2 | Set 1 | Set 2 | Set 3 | Set 4 | Set 5 | Total |
| ----------- | ----- | -------- | ----- | -------- | ----- | ----- | ----- | ----- | ----- | ----- |
| 14 de julio | 15:00 | Polonia  | 3 : 0 | Brasil   | 25-17 | 25-23 | 25-21 |       |       | 75-61 |

#### Final
| Fecha       | Hora  | Equipo 1 | Sets  | Equipo 2       | Set 1 | Set 2 | Set 3 | Set 4 | Set 5 | Total |
| ----------- | ----- | -------- | ----- | -------------- | ----- | ----- | ----- | ----- | ----- | ----- |
| 14 de julio | 18:00 | Rusia    | 3 : 1 | Estados Unidos | 25-23 | 20-25 | 25-21 | 25-20 |       | 95-89 |

## Posiciones finales
| Pos.              | Equipo         |
| ----------------- | -------------- |
| Medalla de oro    | Rusia          |
| Medalla de plata  | Estados Unidos |
| Medalla de bronce | Polonia        |
| 4                 | Brasil         |
| 5                 | Irán           |
| 6                 | Francia        |
| 7                 | Argentina      |
| 8                 | Italia         |
| 9                 | Canadá         |
| 10                | Japón          |
| 11                | Serbia         |
| 12                | Bulgaria       |
| 13                | Australia      |
| 14                | Alemania       |
| 15                | Portugal       |
| 16                | China          |

| \| \| \| \| \| Campeón Rusia[7] 2.º título \| Plantel: 1 Pavel Pankov, 2 Ilia Vlasov, 3 Dmitry Kovalëv, 4 Denis Zemchenok, 6 Anton Karpukhov, 7 Dmitri Volkov, 8 Anton Semyshev, 9 Ivan Iakovlev, 10 Fedor Voronkov, 11 Igor Filippov, 12 Aleksei Safonov, 14 Yaroslav Podlesnykh, 15 Victor Poletaev, 17 Maxim Mikhaylov, 18 Egor Kliuka, 20 Ilyas Kurkaev, 21 Yevgueni Baránov, 22 Roman Martynyuk, 23 Roman Poroshin, 24 Igor Kobzar , 25 Inal Tayasiev, 27 Valentin Golubev, 28 Kirill Klets, 29 Kirill Ursov, 30 Alexy Samoylenko. Entrenador: Tuomas Sammelvuo |
| |
| |
| Campeón Rusia 2.º título |

|                          |
|                          |
| Campeón Rusia 2.º título |

## Distinciones individuales
| Categoría                 | Ganador                                   |
| ------------------------- | ----------------------------------------- |
| Jugador Más Valioso (MVP) | Matthew Anderson                          |
| Mejor colocador / armador | Micah Christenson                         |
| Mejor atacante opuesto    | Matthew Anderson                          |
| Mejor punta / receptor    | Egor Kliuka Dmitri Volkov Bartosz Bednorz |
| Mejor central / medio     | Maxwell Holt Ivan Iakovlev                |
| Mejor líbero              | Erik Shoji                                |
| Mayor anotador            | Amir Ghafour (249 pts)                    |